# Oneworld

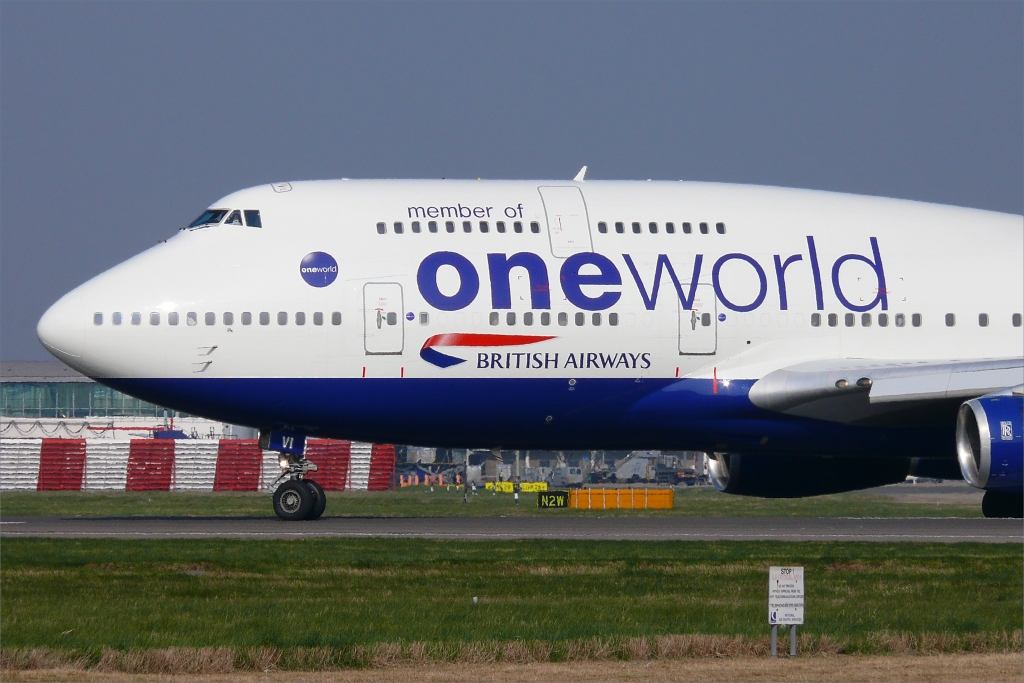
Imagem ilustrativa

Oneworld é uma das maiores alianças entre empresas aéreas atualmente. Entre elas estão varias empresas internacionais como American Airlines, British Airways, Cathay Pacific, Finnair, Iberia, Japan Airlines, Malaysia Airlines, Qantas, Qatar Airways, Royal Air Maroc, Royal Jordanian, S7 Airlines, SriLankan Airlines, além de 21 outras afiliadas.
Em setembro de 2019, foi anunciado que a Delta Air Lines comprou uma participação de 20% na LATAM Airlines, e com isso financiará a saída da LATAM da Oneworld. Em 1 de maio de 2020, a LATAM Airlines saiu da Oneworld.

## Membros
| Nome               | Sede           | Entrada | Subsidiárias                   |
| ------------------ | -------------- | ------- | ------------------------------ |
| Alaska Airlines    | Estados Unidos | 2021    | Horizon Air SkyWest Airlines   |
| American Airlines¹ | Estados Unidos | 1999    | American Eagle                 |
| British Airways¹   | Reino Unido    | 1999    | CityFlyer Comair Sun-Air       |
| Cathay Pacific¹    | Hong Kong      | 1999    | Cathay Dragon                  |
| Finnair            | Finlândia      | 1999    | Nordic Regional                |
| Iberia             | Espanha        | 1999    | Iberia Regional Iberia Express |
| Japan Airlines     | Japão          | 2007    | J-Air Japan Transocean Air     |
| Malaysia Airlines  | Malásia        | 2013    | -                              |
| Qantas¹            | Austrália      | 1999    | Jetconnect QantasLink          |
| Qatar Airways      | Catar          | 2013    | -                              |
| Royal Air Maroc    | Marrocos       | 2020    | Royal Air Maroc Express        |
| Royal Jordanian    | Jordânia       | 2007    | -                              |
| S7 Airlines        | Rússia         | 2010    | Globus Airlines                |
| SriLankan Airlines | Sri Lanka      | 2014    | -                              |

- Nota: As companhias marcadas com o sinal (¹) são membros fundadores da oneworld Alliance.

### Membros inativos
| Nome                 | País   | Entrada | Inativo desde | Subsidiárias               |
| -------------------- | ------ | ------- | ------------- | -------------------------- |
| Mexicana de Aviación | México | 2009    | 2010          | MexicanaClick MexicanaLink |

- (1):Suspendeu as operações por tempo indeterminado em 28 de agosto de 2010 devido ao colapso financeiro. Não deixou a aliança ainda, mas é listado como um membro inativo.

### Ex-membros
| Nome                             | País           | Entrada   | Saída | Subsidiárias |
| -------------------------------- | -------------- | --------- | ----- | --- |
| Air Berlin                       | Alemanha       | 2012      | 2017  | Niki |
| Canadian Airlines¹(1)            | Canadá         | 1999      | 2000  | Calm Air Canadian North Canadian Regional Airlines Inter-Canadien                                                                                              |
| LATAM Airlines                   | Brasil · Chile | 2000/2014 | 2020  | LATAM Airlines Argentina LATAM Airlines Brasil LATAM Airlines Chile LATAM Airlines Colômbia LATAM Airlines Equador LATAM Airlines Paraguai LATAM Airlines Peru |
| Malév(3)                         | Hungria        | 2007      | 2012  | - |
| Swiss International Air Lines(4) | Suíça          | 2003      | 2005  | - |

- (1): Abandonou a aliança voluntariamente devido à mudança de estratégia de negócio.
- ¹(2):Membro fundador adquirida pela Air Canada, membro da Star Alliance.
- (3):Deixou a aliança depois de sofrer colapso financeiro.
- (4):Emigrou para à Star Alliance no 1º semestre de 2005

### Ex-membros afiliados
| Nome                         | Entrada | Saída | Membro afiliado   |
| ---------------------------- | ------- | ----- | ----------------- |
| Aero Airlines                | 2002    | 2008  | Finnair           |
| Air Liberté¹                 | 1999    | 2000  | British Airways   |
| Airconnex                    | 2001    | 2004  | Qantas            |
| American Connection          | 2001    | 2014  | American Airlines |
| Australian Airlines          | 2002    | 2006  | Qantas            |
| BA Connect¹                  | 1999    | 2007  | British Airways   |
| BMA¹                         | 1999    | 2007  | British Airways   |
| British Airways Limited      | 2012    | 2015  | British Airways   |
| Deutsche BA¹                 | 1999    | 2006  | British Airways   |
| GB Airways¹                  | 1999    | 2008  | British Airways   |
| JALways                      | 2007    | 2010  | Japan Airlines    |
| Japan Asia Airways           | 2007    | 2008  | Japan Airlines    |
| Loganair¹                    | 1999    | 2008  | British Airways   |
| Qantas New Zealand           | 2000    | 2001  | Qantas            |
| Regional Air                 | 2001    | 2005  | British Airways   |
| Southern Australia Airlines¹ | 1999    | 2002  | Qantas            |

- Nota: As companhias marcadas com o sinal (¹) são membros afiliados fundadores da oneworld Alliance